# Néo-égyptien
Le néo-égyptien est la forme vernaculaire de l'égyptien ancien au Nouvel Empire (en particulier durant la période ramesside) et de la Troisième Période intermédiaire.

## Position historique
Si des traces de néo-égyptien existent déjà à la XVIIe dynastie (par exemple dans la stèle de Kamôsé), la plupart des textes néo-égyptiens datent des XIXe et XXe dynasties. Comme l'on date traditionnellement l'apparition du démotique (état de langue qui succède au néo-égyptien) du début de la XXVIe dynastie, on qualifie de « néo-égyptien tardif » la langue pratiquée entre-temps.

## Littérature

### Belles-lettres
Les scribes ramessides apprenaient toujours les grands classiques moyen-égyptiens, comme Sinouhé ou l'enseignement d'Amenemhat. Mais à côté de ces textes anciens, le Nouvel Empire a vu la production de nombreuses œuvres originales.

#### Romans et contes
La majeure partie des œuvres qui nous sont parvenues sont réunies dans l'ouvrage d'Alan Henderson Gardiner, Late Egyptian Stories (LES). À cela il faut rajouter quelques textes fragmentaires ou tardifs. Ces textes sont pour la plupart traduit dans les anthologies de la littérature égyptienne.
À côté de récits religieux, rendus sur un mode plaisant (Le Procès d'Horus et Seth), de contes à arrière-plan mythologique évident (Vérité et Mensonge, Les Deux frères), on trouve des contes à arrière-plan historique (La Prise de Joppé).
La littérature « réaliste » va en revanche emprunter des formes nouvelles, en utilisant le récit par lettre (Tale of Woe) ou en imitant un rapport administratif (Histoire d'Ounamon), de la même manière que le récit de Sinouhé, au Moyen Empire, s'inspirait des autobiographies funéraires. Dans le cas particulier d'Ounamon, l'hypothèse qu'il s'agirait d'un rapport authentique, éventuellement réécrit, a été émise par plusieurs auteurs, comme J. Černy ; la tendance actuelle est cependant d'y voir une œuvre de fiction.
Liste des textes dans les Late Egyptian Stories :
- Le Conte du prince prédestiné (LES I)
- Le Conte des deux frères (LES II)
- Le conte de Vérité et Mensonge (LES III)
- Le Procès d'Horus et Seth (LES IV)
- Les Mésaventures d'Ounamon (LES V)
- La Légende d'Astarté (LES VI) (dont le début a récemment été identifié par Philippe Collombert et Laurent Coulon[2])
- La Prise de Joppé
- La Querelle d'Apopis et de Séquenenrê
- Le Conte du Revenant
- Sur un roi et une déesse ?
- Conte non identifié.

On peut y rajouter :
- le Tale of Woe, édité par R. Caminos, qui rapporte, sous forme de lettre, les malheurs d'un prêtre chassé de sa fonction. Le texte est généralement daté du début de la Troisième Période intermédiaire.
- Le papyrus Vandier, histoire de magicien, dont le texte comporte déjà des tournures proches du démotique.

#### Poésie
L'une des nouveautés de la période ramesside est l'apparition d'une poésie amoureuse relativement abondante,. 

### Textes de la pratique
La fouille du village de Deir el-Médineh a révélé un nombre extrêmement important de documents de la pratique, lettres, archives de procès, listes d'appel, à tel point que l'étude de la vie quotidienne en Égypte ancienne est souvent une étude de la vie à Deir-el-Médineh. La documentation du reste de l'Égypte est moins riche, mais pas négligeable pour autant.
Parmi ces textes, citons notamment :
De nombreux documents juridiques :
- le « procès de Mès », gravé dans la tombe de ce dernier, expose un litige vieux de deux cents ans portant sur un terrain ;
- un certain nombre de plaintes pour abus ou détournement, dont les plus célèbres sont le papyrus Salt 124[5], à propos du chef d'équipe Paneb, et le « scandale d'Éléphantine[6] » ;
- des legs et dispositions testamentaires, dont l'un des plus connus est le testament de Naunakhte, une habitante de Deir el-Médineh.

Des lettres, dont le dossier des « Late Ramesside Letters »,, correspondance entre Djéhoutymès, scribe de la tombe, et son fils Boutehamon à la fin de la XXe dynastie.
Des documents administratifs.

### Textes monumentaux
Les murs et les stèles des temples ramesside portent de nombreuses inscriptions « historiques », visant à commémorer tel ou tel événement du règne. La langue de ces inscriptions emprunte des tournures à la fois au moyen-égyptien et au néo-égyptien, et Jean Winand l'a nommée « néo-égyptien partiel ».
Citons notamment :
- la bataille de Qadesh, dont subsiste aussi une copie sur papyrus, témoin d'une réutilisation du texte comme œuvre proprement littéraire ;
- les stèles du « mariage hittite » (Ramsès II) ;
- la stèle (dite) d'Israël, récit des campagnes libyennes de Mérenptah ;
- les campagnes de Ramsès III.

Dans ces textes, le cadre narratif reste assez proche de la langue classique (en modernisant souvent les formes), alors que les dialogues sont plus marqués par le néo-égyptien.
Les inscriptions proprement religieuses, comme les scènes d'offrande, restent généralement en égyptien classique.

## Grammaire
On distingue généralement deux « phases » dans l'évolution de la langue égyptienne. L'égyptien de première phase recoupe le vieil égyptien et le moyen égyptien ; l'égyptien de deuxième phase comprend le néo-égyptien, le démotique et le copte. Dans ce modèle, le néo-égyptien marque donc une transition importante. 
Un changement fondamental dans le groupe nominal est que le démonstratif pȝ/tȝ/nȝ devient un article défini d'emploi quasi systématique. Le genre grammatical des noms est alors marqué par l'article et non plus par la morphologie (ce qui a des conséquences orthographiques).
L'égyptien de première phase comportait de nombreuses formes verbales, distinguées par leur morphologie. Le néo-égyptien privilégie des constructions plus explicites, en utilisant par exemple des auxiliaires.
Pour résumer, le néo-égyptien est plutôt analytique, alors que l'égyptien de première phase est plutôt synthétique. Cette évolution favorise par ailleurs des constructions de type SVO, par rapport aux constructions VSO de la conjugaison suffixale.

## Système graphique
Le néo-égyptien, tout comme la langue classique, continue de s'écrire en hiératique et en hiéroglyphes, selon les supports et le contexte. L'orthographe évolue cependant énormément à cette époque (ce qui déroute souvent les apprentis égyptologues lorsqu'ils abordent cet état de langue). Les scribes essaient visiblement d'actualiser les graphies pour se rapprocher de la prononciation des mots à leur époque. Cet effort de modernisation n'est cependant pas systématique, et se heurte au désir de conserver les orthographes traditionnelles. Il en résulte une grande diversité de graphies.

## Historiographie du néo-égyptien

### Sources
- Jaroslav Cerný, Sara Israelit-Groll, Late Egyptian grammar
- Kenneth A. Kitchen, Ramesside Inscriptions
- François Neveu, La Langue des Ramsès, éditions Khéops